# Amoria weldensis
Amoria weldensis is een slakkensoort uit de familie van de Volutidae. De wetenschappelijke naam van de soort is voor het eerst geldig gepubliceerd in 2001 door Bail & Limpus.